# Seznam kaplí v Kladně
Seznam kaplí v Kladně.

## Samostatně stojící
- kaple sv. Floriána
- kaplička sv. Mikuláše
- kaplička sv. Václava v Hnidousích (pozůstatky)
- kaplička v Motyčíně
- hřbitovní kaple

## V budovách

### Existující
- kaple sv. Vavřince na zámku
- kaple v budově kladenské římskokatolické fary

### Zaniklé
- školní kaple sv. Kříže v budově gymnázia (dnes tělocvična)[1]
- kaple v budově 6. základní školy (dnes šatna)[2]
- kaple sv. Víta v budově 9. základní školy (dnes tělocvična)[3]
- školní kaple obecné školy německé v Poděbradově ulici (celá škola zbořena)[4]
- kaple bývalého kláštera školských sester v Kladně[5] (dnes Policie ČR, bývalá kaple je rozdělená na více místností)
- kaple Královny nebes v bývalém klášteře školských sester v Kročehlavech (dnes rozdělena na dvě učebny, v budově sídlí církevní základní škola)[6]
- nemocniceː
  - ústavní kaple sv. Kříže (první patro Niederleho pavilonu, dnes kancelář zástupce ředitele)[7]
  - pohřební kaple s pitevnou (samostatná budova, zbořena)[8]
- kaple u závodní nemocnice Pražsko-železářské průmyslové společnosti (samostatná budova, zbořena)[9]